# Брук, Джордж, 9-й барон Кобем
Джордж Брук (англ. George Brooke; примерно 1497 — 29 сентября 1558) — английский аристократ, 9-й барон Кобем с 1529 года. Кавалер ордена Подвязки, член Тайного совета Англии.

## Биография
Джордж Брук родился примерно в 1497 году в семье Томаса Брука, 8-го барона Кобема, и Доротеи Хейдон. Он принадлежал к знатному роду, представители которого владели обширными землями в ряде графств (в Кенте, Девоне, Сомерсете) и носили баронский титул, унаследованный в XV веке от Кобемов. По женской линии Джордж находился в довольно близком родстве с королевским домом: он был правнуком 1-го барона Абергавенни, дяди короля Эдуарда IV. Его бабка по матери происходила из рода Болейнов и приходилась двоюродной сестрой Томасу Болейну, графу Уилтширу.
В 1514 году Брук вместе с отцом сопровождал во Францию принцессу Марию (сестру Генриха VIII). В 1523 году он воевал на континенте, причём проявил храбрость; после взятия Морле Томас Говард, граф Суррей, посвятил его в рыцари-бакалавры. В 1529 году, после смерти отца, сэр Джордж унаследовал семейные владения и баронский титул. В 1536 году он был в числе 27 пэров, приговоривших к смерти королеву Анну Болейн (его троюродную сестру). Благодаря Реформации барон расширил свои владения за счёт земель, прежде принадлежавших монастырям. Он регулярно выполнял обязанности мирового судьи в Кенте, в 1544 году принял участие в шотландском походе и стал лейтенантом Кале. 24 апреля 1549 года Брук стал кавалером ордена Подвязки.
В 1550 году барон оставил пост лейтенанта Кале и был включён в состав Тайного совета при короле Эдуарде VI. После смерти Эдуарда он поддержал претензии на корону протестантки Джейн Грей. Власть вскоре захватила католичка Мария (1553). Позже Брука заподозрили в причастности к протестантскому заговору: его племянник, сэр Томас Уайатт, поднял восстание и этим скомпрометировал всю семью, хотя повстанцы некоторое время осаждали барона в замке Кулинг. После разгрома мятежа сэра Джорджа отправили в Тауэр, но позже подозрения были с него сняты. В 1555 году именно Брук приветствовал прибывшего в Англию папского легата кардинала Поула.
Свои последние годы сэр Джордж провёл в кентских поместьях. Он умер 29 сентября 1558 года и был похоронен в церкви Святой Магдалены в Кобеме.

## Семья
Между 1517 и 1526 годами Джордж Брук женился на Анне Брей, дочери Эдмунда Брея, 1-го барона Брея, и Джейн Халливелл. В этом браке родились:
- Доротея[7];
- Элизабет (1526—1565), жена Уильяма Парра, маркиза Нортгемптона[8];
- Уильям (1527—1597), 10-й барон Кобем[9];
- Кэтрин, жена Джона Джернингема[7];
- Джордж (1533—1570)[7];
- Томас (1533—1578)[7];
- Джон (1535—1594)[7];
- Генри (1537/38 — 1591/92), отец Джона Брука, барона Кобема[10].